# Sinthusa obscurata
Sinthusa obscurata är en fjärilsart som beskrevs av Hans Fruhstorfer 1912. Sinthusa obscurata ingår i släktet Sinthusa och familjen juvelvingar. Inga underarter finns listade i Catalogue of Life.